# Smithboro
Smithboro – wioska w USA, w stanie Illinois, w hrabstwie Bond. Według spisu z 2000 roku wioskę zamieszkuje 200 osób.

## Geografia
Wioska zajmuje powierzchnię 3,1 km², całość stanowi ląd.

## Demografia
Według spisu z 2000 roku wioskę zamieszkuje 200 osób skupionych w 76 gospodarstwach domowych, tworzących 55 rodzin. Gęstość zaludnienia wynosi 65,4 osoby/km². W wiosce znajdują się 79 budynki mieszkalne, a ich gęstość występowania wynosi 25,8 mieszkania/km². Wioskę zamieszkuje 96,5% ludności białej, 2% stanowią Afroamerykanie, 0,5% ludności stanowią rdzenni Amerykanie, 1% stanowi ludność więcej niż dwóch ras. Hiszpanie lub Latynosi stanowią 0,5% populacji.
W wiosce są 76 gospodarstwa domowe, w których 38,2% stanowią dzieci poniżej 18 roku życia żyjących z rodzicami, 56,6% stanowią małżeństwa, 11,8% stanowią kobiety nie posiadające męża oraz 27,6% stanowią osoby samotne. 25% wszystkich gospodarstw domowych składa się z jednej osoby oraz 9,2% żyjących samotnie ma powyżej 65 roku życia. Średnia wielkość gospodarstwa domowego wynosi 2,63 osoby, natomiast rodziny 3,16 osoby. 
Przedział wiekowy kształtuje się następująco: 29,5% stanowią osoby poniżej 18 roku życia, 7,5% stanowią osoby pomiędzy 18 a 24 rokiem życia, 30,5% stanowią osoby pomiędzy 25 a 44 rokiem życia, 19% stanowią osoby pomiędzy 45 a 64 rokiem życia oraz 13,5% stanowią osoby powyżej 65 roku życia.   Średni wiek wynosi 36 lat. Na każde 100 kobiet przypada 94,2 mężczyzn. Na każde 100 kobiet powyżej 18 roku życia przypada 85,5 mężczyzn.
Średni dochód dla gospodarstwa domowego wynosi 21 250 dolarów, a dla rodziny wynosi 31 042 dolarów. Dochody mężczyzn wynoszą średnio 41 250 dolarów, a kobiet 11 875 dolarów. Średni dochód na osobę w mieście wynosi 10 284 dolarów. Około 25,5% rodzin i 26,4% populacji miasta żyje poniżej minimum socjalnego, z czego 32,4% jest poniżej 18 roku życia i 0% powyżej 65 roku życia.